# Khirbat en-Nahas
Khirbat en-Nahas – stanowisko archeologiczne na terenie Jordanii, starożytna kopalnia miedzi, funkcjonująca na ogromną skalę prawdopodobnie już w X wieku p.n.e. Nazwa oznacza miedziane ruiny. Dziś Khirbat en-Nahas znajduje się na terytorium Jordanii. Niegdyś była to część kraju Edom – historycznej krainy, której mieszkańcy zagrażali Izraelowi królów Dawida i Salomona. Khirbat en-Nahas zajmuje prawie 10 hektarów, na których odnaleziono już fortecę i blisko 100 zabudowań. Dzięki wsparciu Wydziału Telekomunikacji i Informatyki Uniwersytetu Kalifornijskiego w San Diego udało się opracować trójwymiarową rekonstrukcję królewskiej kopalni miedzi. Zespołem archeologów badających stanowisko kierowali Thomas Levy z Uniwersytetu Kalifornijskiego w San Diego oraz Mohammad Najjara z jordańskiego Ministerstwa Starożytności.